# Weise (Familienname)
Weise ist ein deutscher Familienname.

## Herkunft und Bedeutung
Weise ist ein Übername und leitet sich von weise, dem Adjektiv zu Weisheit, ab.

## Namensträger

### A
- Adam Weise (1776–1835), deutscher Künstler, Kunsthistoriker, Kunstsammler und Schriftsteller
- Adolph von Weise (1751–1820), deutscher Politiker
- Alexander Weise (Maler) (1883–1960), russisch-deutscher Maler
- Alexander Weise (* 1974), deutscher Schauspieler
- Alfred Weise (Geologe) (1872–1934), deutscher Geologe
- Alfred Weise (Historiker) (1882–1957), deutscher Historiker
- Andreas Weise (* 1957), deutscher Architekt

### B
- Barbara Weise, deutsche Paracyclerin
- Bernhard Weise (Architekt) (1853–1937), deutscher Architekt
- Bernhard Weise (Kameramann) (geboren 1982), deutscher Kameramann
- Bettina Weise (* 1968), deutsche Fußballspielerin

### C
- Carl Heinrich Weise (1735–1762), sächsischer Amtmann
- Carl Leopold Weise († 1760), leitender sächsischer Beamter
- Charlie Weise (* 1955), deutscher Eishockeytrainer
- Christian Weise (1642–1708), deutscher Dichter und Gymnasiallehrer
- Christian Weise (Theologe) (1703–1743), deutscher Theologe und Pädagoge
- Christian Weise (Rennrodler) (* 1987), deutscher Rennrodler
- Christian Weise (Regisseur), Theaterregisseur der Gegenwart
- Christiane Weise (1796–1844), deutsche Schauspielerin und Sängerin
- Clemens von Weise (1872–1920), deutsche Kapitän zur See der Kaiserlichen Marine und Opfer des Kapp-Putsches

### D
- Dagmar Busch-Weise (* 1926), deutsche Musikforscherin
- Dale Weise (* 1988), kanadischer Eishockeyspieler
- Dieter Weise (* 1941), deutscher Maler und Grafiker
- Dietrich Weise (1934–2020), deutscher Fußballtrainer

### E
- Eberhard Weise (Chemiker) (1927–2024), deutscher Chemiker, Industriemanager und Mäzen
- Eberhard Weise (Musiker) (* 1934), deutscher Jazzmusiker und Orchesterleiter
- Eberhard Weise (Bobfahrer) (* 1953), deutscher Bobfahrer
- Eckhard Weise (* 1949), deutscher Schriftsteller
- Elinor Weise (* 1951), deutsche Illustratorin, Grafikerin und Autorin von Bilderbüchern
- Emil Weise (1832–1899), preußischer Jurist und Politiker
- Erich Weise (1895–1972), deutscher Historiker und Archivar
- Ernst Weise (Geologe) (1843–1941), deutscher Lehrer und Geologe
- Ernst Paul Weise (1890–1981), deutscher Werbegrafiker

### F
- Frank-Jürgen Weise (* 1951), deutscher Manager
- Friedemann Weise (* 1973), deutscher Liedermacher
- Friedrich Weise (1649–1735), deutscher Geistlicher, Theologe und Hochschullehrer

### G
- Georg Weise (Kunsthistoriker) (1888–1978), deutscher Kunsthistoriker
- Georg Weise (Künstler), (* 1973), deutscher Maler und Bildhauer
- Georg Weise (Politiker, 1870), deutscher Fabrikbesitzer und Politiker
- Georg Andreas Weise (1737–1792), deutscher lutherischer Theologe
- Gerhart Weise (1913–1945), deutscher Journalist
- Gottfried Weise (SS-Mitglied) (1921–2000), deutscher SS-Unterscharführer
- Gottfried Weise (Sportjournalist) (* 1944), deutscher Sportjournalist
- Günter Weise (* 1935), deutscher Verkehrswissenschaftler

### H
- Hans Weise (* 1926), deutscher Ingenieur
- Hans-Joachim Weise (1912–1991), deutscher Regattasegler
- Heinz Weise (* 1934), deutscher Fußballtorwart
- Helga Weise (* 1950), deutsche Politikerin (SPD)
- Henri Weise (1954–1977), deutsches Todesopfer an der Berliner Mauer
- Hermann Weise († 1450), deutscher römisch-katholischer Geistlicher und Angehöriger des Franziskanerordens (OFM)
- Hubert von Weise (General, 1846) (1846–1907), deutscher Generalleutnant
- Hubert Weise (General, 1884) (1884–1950), deutscher Generaloberst der Luftwaffe im Zweiten Weltkrieg

### I
- Ignaz Weise (1864–1932), deutscher Orgelbauer

### J
- Jeffrey Weise (1988–2005), US-amerikanischer Amokläufer, siehe Amoklauf an der Red Lake Senior High School
- Johann Anton Weise (1672–1750), deutscher Orgelbauer
- Johann Christoph Gottlob Weise (1762–1840), deutscher Botaniker und Autor
- Johann Peter Weise (18. Jahrhundert), deutscher Orgelbauer
- Johanna Weise (1928–2023), deutsch-schweizerische Kostümbildnerin
- Julius Weise (1844–1925), deutscher Insektenforscher

### K
- Karin Weise, Geburtsname von Karin Kattner (* 1944), deutsche Badmintonspielerin
- Karl Weise (Dichter) (1813–1888), deutscher Volksdichter
- Karl Weise (Architekt) (1844–1926), deutscher Architekt und Baubeamter
- Karl Weise (Maler) (1890–1947), deutscher Maler
- Karl Weise (Politiker) (1926–2011), deutscher Politiker (CDU)
- Karl Friedrich Wilhelm von Weise (1779–1851), deutscher Beamter und Politiker
- Karl-Heinrich Weise (1909–1990), deutscher Mathematiker
- Karl Hermann Weise (1787–um 1840), deutscher Rektor und Klassischer Philologe
- Katharina Weise (1888–1975), deutsche Schriftstellerin
- Kathleen Weise (* 1978), deutsche Schriftstellerin und Lektorin
- Klara Weise (Clara Cron; 1823–1890), deutsche Schriftstellerin
- Klaus Weise (Mediziner) (1929–2019), deutscher Psychiater und Hochschullehrer
- Klaus Weise (Dirigent) (1936–2022), deutscher Dirigent
- Klaus Weise (Regisseur) (* 1951), deutscher Regisseur und Dramatiker
- Klaus Weise (Journalist), deutscher Sportjournalist
- Konrad Weise (* 1951), deutscher Fußballspieler und -trainer
- Kuno Weise (* 1945), deutscher Chirurg und Hochschullehrer

### L
- Lisa Weise (1880–1951), deutsche Schauspielerin und Sängerin
- Lothar Weise (Autor) (1931–1966), deutscher Schriftsteller
- Lothar Weise (Fußballspieler) (1934–2024), deutscher Fußballspieler
- Lothar Weise (Politiker) (* 1936), deutscher Politiker (CDU), Mitglied des Abgeordnetenhauses von Berlin
- Ludwig von Weise (1828–1915), deutscher Politiker, Oberbürgermeister von Aachen
- Ludwig Wilhelm Adolf von Weise (1753–1820), deutscher Kanzler und Kammerpräsident

### M
- Margret Weise (* 1941), deutsche Keramikkünstlerin
- Markus Weise (* 1962), deutscher Hockeytrainer
- Martin Weise (Mediziner) (1605–1693), deutscher Mediziner
- Martin Weise (Pädagoge) (1891–1952), deutscher Pädagoge und Hochschullehrer
- Martin Weise (Widerstandskämpfer) (1903–1943), deutscher Politiker (KPD) und Widerstandskämpfer
- Melitta Weise (1899–1977), deutsche Schriftstellerin und Dichterin
- Michael Weise (1889–1969), deutscher Orgelbauer und Politiker (CSU)

### O
- Oskar Weise (1851–1933), deutscher Lehrer, Sprachwissenschaftler und Heimatforscher
- Otto Weise (1918/1919–2005), deutscher Chirurg
- Ottokar Weise, deutscher Regattasegler

### P
- Paul Weise (vor 1540–1591), deutscher Zinngießer
- Peter Weise (Wirtschaftswissenschaftler) (* 1941), deutscher Wirtschaftswissenschaftler und Hochschullehrer
- Peter Weise (Kapitän) (* 1944), deutscher Kapitän, Kaufmann und Schriftsteller

### R
- Richard Weise (Architekt) (1844–1913), deutscher Architekt und Kunstgewerbler
- Richard Weise (Radsportler) (1887–1965), deutscher Radsportler
- Robert Weise (1870–1923), deutscher Maler, Zeichner und Illustrator
- Roland Weise (* 1952), deutscher Manager
- Rolf Weise (1907–1965), deutscher Rechtsanwalt und Politiker (CDU)
- Rolf-Rüdiger Weise (1941–2006), deutscher Keramiker
- Rudolf Weise (Mediziner), deutscher Mediziner und Standespolitiker
- Rudolf Weise (Architekt) (1907–1991), deutscher Architekt
- Rudolf Ernst Weise (1844–1935), deutscher Maschinenbauer und Unternehmer

### S
- Stefan Weise (* 1983), deutscher Altphilologe
- Sven Weise (* 1968), deutscher Badmintonspieler

### T
- Theodor Weise (1890–1945), deutscher Politiker (NSDAP)
- Thomas Weise (1931–2013), deutscher Maler und Grafiker

### V
- Volker Weise (1943–2017), deutscher Journalist

### W
- Werner Weise (1908–1970), deutscher Architekt und Gartenarchitekt
- Wilhelm Weise (Forstwissenschaftler) (1846–1914), deutscher Forstwissenschaftler
- Wilhelm Weise (Mediziner, 1936) (1936–2012), deutscher Mediziner und Virologe
- Wilhelm Theodor Weise (1892–1946), deutscher Tropenmediziner
- Willi Weise (Widerstandskämpfer) (1900–1941), deutscher Widerstandskämpfer und Herausgeber
- Wolfgang Weise (Mediziner) (1938–2006), deutscher Gynäkologe und Humangenetiker
- Wolfgang Weise (Volleyballspieler) (* 1949), deutscher Volleyballspieler
- Wolfram Weise (* 1946), deutscher Physiker